# Le Moustier
Le Moustier ist ein prähistorischer Fundplatz im Tal der Vézère bei Peyzac-le-Moustier im französischen Département Dordogne. Das Moustérien, eine der Perioden des Paläolithikums von vor 120.000 bis vor 40.000 Jahren, wurde nach diesem Fundort benannt.

## Geographische Lage

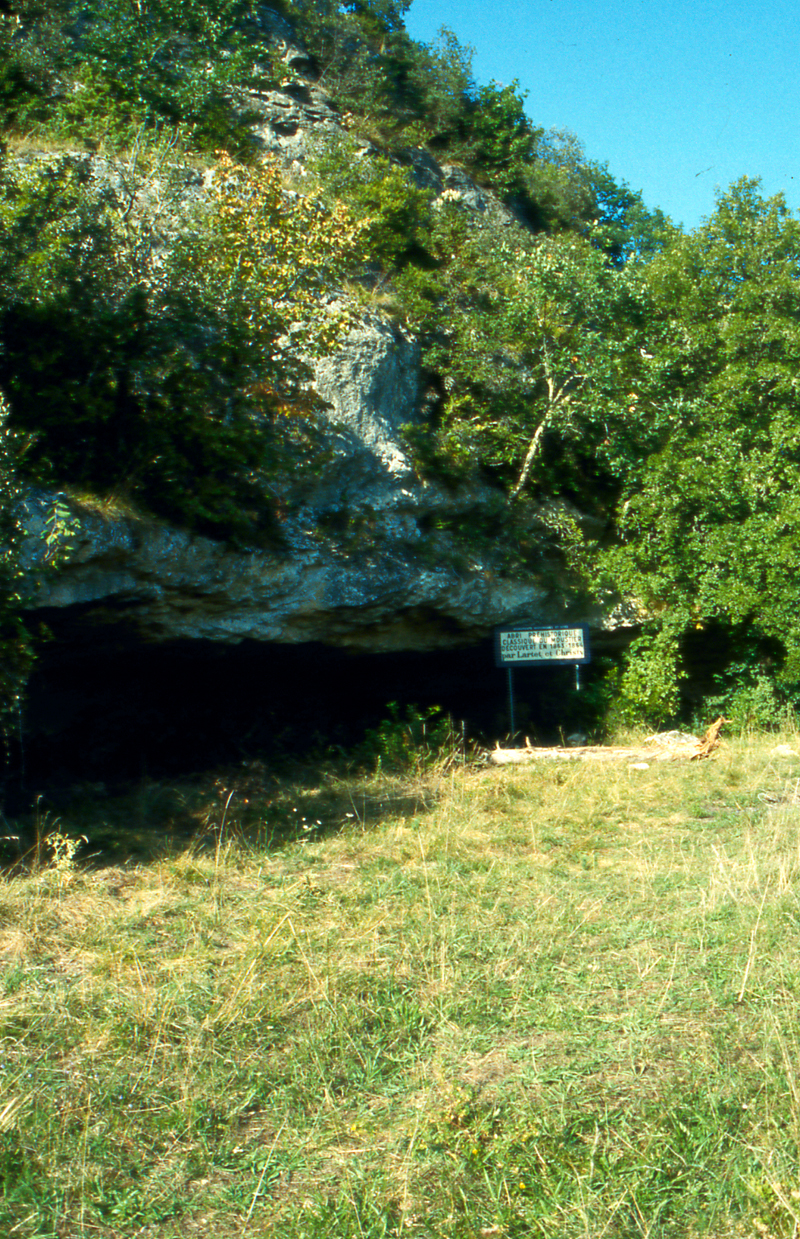
Le Moustier – oberer, im Moustérien besiedelter Abri

Der die beiden Fundstätten enthaltende, treppenartig aufgebaute Felssporn aus Kalken des Obereturons und des Unteren Coniaciums liegt in unmittelbarer Ortsnähe von Le Moustier, nur 100 Meter nördlich der Kirche. In diesem Felssporn befinden sich die beiden Hauptfundstellen – ein im Moustérien besiedelter oberer Abri und 15 Meter darunter, auf der Ebene des heutigen Vézère-Tales (rund 70 Meter über dem Meer), ein unterer Abri. Der Felssporn liegt zwischen Vimont und Vézère, von denen er geformt wurde. Er wird von einer Höhle gekrönt. Die Wände oberhalb der Abris sind teils überhängend.
Die Fundstelle gehört nicht zur Gemeinde von Peyzac-le-Moustier, sondern bereits zum Gebiet der Gemeinde Saint-Léon-sur-Vézère.
An einem rechtsseitigen Prallhang der Vézère, rund 500 Meter südwestlich von Le Moustier und kurz unterhalb der Einmündung des Vimont, wurde aus dem anstehenden Gestein unterhalb des Weilers sous le Ruth ebenfalls eine Felswand herauserodiert, in der sich zwei weitere prähistorische Fundstellen befinden (Fundstelle Le Ruth und Abri Cellier).
Le Moustier liegt etwa 10 Kilometer nordöstlich von Les Eyzies-de-Tayac-Sireuil entfernt.

## Funde
Die ersten Grabungen wurden von Édouard Armand Lartet und Henry Christy im Jahr 1860 unternommen. Dabei entdeckten sie grobe Steinwerkzeuge, die als Moustérien (anfangs noch Moustiérien) in die Wissenschaft eingingen. Später übernahm Gabriel de Mortillet diese Bezeichnung für eine der Perioden des Paläolithikums. Zu den Forschern, die Anfang des 20. Jahrhunderts Ausgrabungen leiteten, gehörten Maurice Bourlon, Otto Hauser und Denis Peyrony.

### Le Moustier 1
Der Schweizer Vorgeschichtsforscher Otto Hauser war ab 1907 der erste, der im unteren Abri arbeitete. Hier wurde 1908 das Skelett eines jugendlichen Neandertalers entdeckt. Am 12. August 1908 begann eine neunköpfige Expertengruppe unter Leitung des Breslauer Anthropologen Hermann Klaatsch mit der Bergung. Der Fund wurde zunächst als „Homo moustériensis Hauseri“ bezeichnet. Ein weiterer bedeutender Fund Hausers war das 1909 entdeckte Skelett des Mannes von Combe Capelle. Beide Skelette wurden von Hauser für die damals exorbitante Summe von 160.000 Goldmark an das Königliche Museum für Völkerkunde verkauft, wobei allein 110.000 Goldmark auf das Skelett von Le Moustier entfielen. Der für Fossilfunde bis dahin einmalig hohe Preis konnte von Hauser vor allem deshalb erzielt werden, da es gleichzeitig einen solventen Interessenten in den USA gab.
Der Gropiusbau wurde am Ende des Zweiten Weltkriegs bombardiert, dabei verbrannten große Teile des postkranialen Skeletts. Erst in den 1970er Jahren wurden die erhaltenen Skelettteile begutachtet, es handelte sich noch um 13 Fragmente. Der Schädel war während der letzten Kriegsjahre als unersetzlicher Schatz separat aufbewahrt worden, dieser wurde von der Roten Armee nach dem Krieg mit anderen Sammlungsbeständen in die Sowjetunion verbracht und 1958 an die Berliner Sammlungen zurückgegeben. Identifiziert wurde der in Mitleidenschaft gezogene Schädel erst 1965 von einer Museumsmitarbeiterin anhand von alten Abbildungen. Eine Bestandsaufnahme des Zustandes erfolgte 1996, anschließend wurde er mit computergestützten Methoden (3D-Computertomographie) virtuell neu zusammengesetzt.

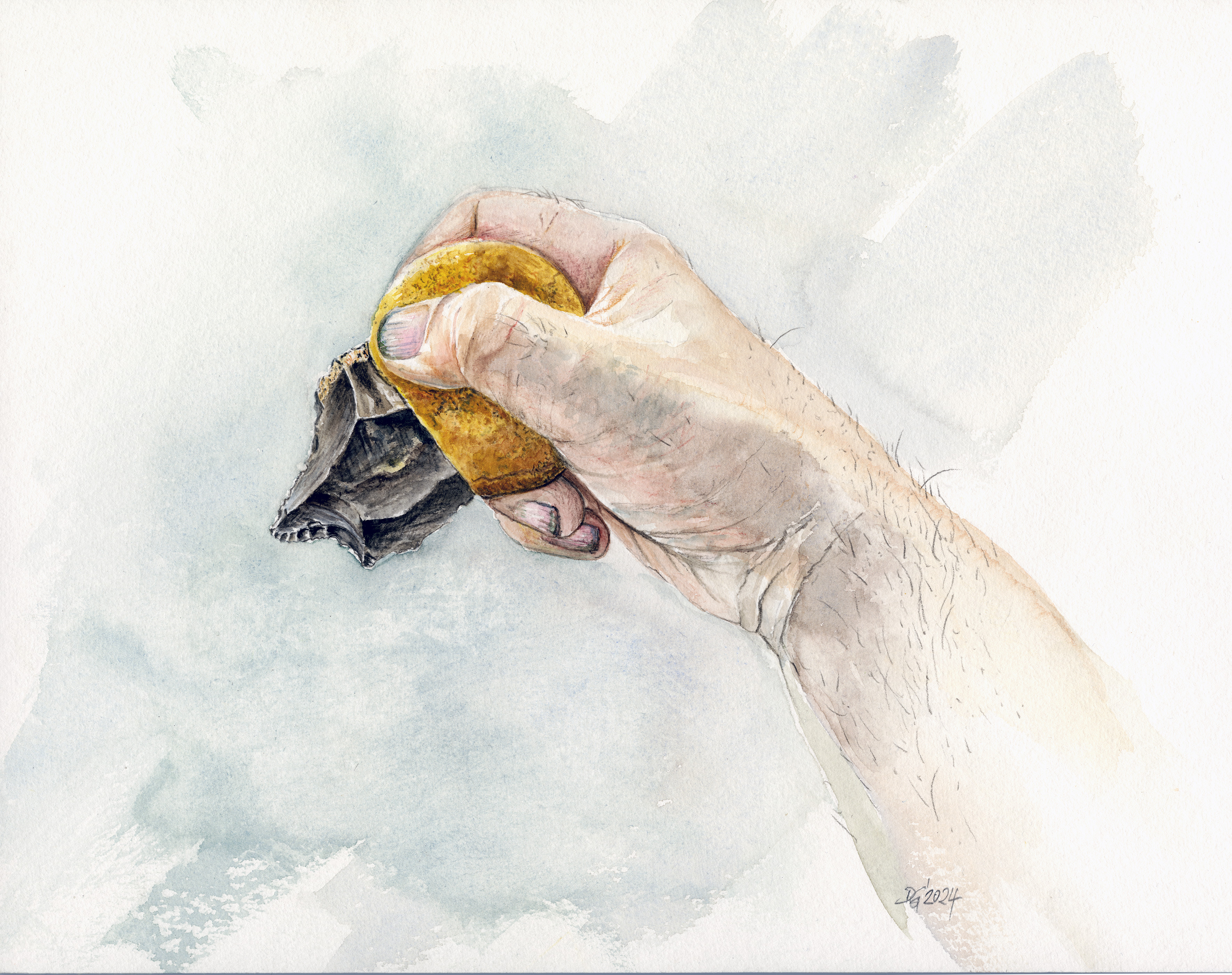
Rekonstruktionszeichnung einer Feuersteinklinge vom Fundort Le Moustier mit dem Ocker-Bitumen-Gemisch als Griffstelle und hypothetischer Handhabung.

Zu den in Berlin verwahrten Funden Hausers von der oberen Terrasse gehört auch eine Sammlung von Steingerät, die seit 1907 nahezu unbeachtet geblieben war. 2024 wurde dann aber berichtet, dass an fünf Artefakten Anhaftungen von rotem und gelbem Ocker entdeckt wurden. Zudem wurde Bitumen nachgewiesen, der in Kombination mit 55 % Ocker eine formbare, klebrige Masse ergibt. Die Forscher vermuten, dass die Artefakte von Le Moustier Teil von Verbundwerkzeugen waren, denn Experimente der Archäologen ergaben, dass die Masse hinreichend klebrig war, so dass ein kleines Steinwerkzeug darin stecken bleiben und die Masse als Griff dienen konnte, die Hände aber sauber blieben. Das setzt die Kenntnis beider Materialeigenschaften voraus und dass eine Kombination dieser Stoffe einen neuen Werkstoff ergibt. Zudem mussten beide Komponenten, Bitumen und Ocker, von verschiedenen weit voneinander entfernten Lagerstätten zusammengetragen werden. Somit war ein planerisches und vorausschauendes Handeln nötig um die Feuersteinklingen entsprechend optimieren zu können.

### Le Moustier 2
Als ein Glücksfund sind die von Denis Peyrony 1910 in Le Moustier entdeckten Gebeine eines Neandertalerkindes in die Geschichte eingegangen. Kurz nachdem das Skelett der Öffentlichkeit vorgestellt worden war, verschwand es jedoch auf unerklärliche Weise auf dem Wege zur Untersuchung nach Paris, wie man meinte. Erst 2002 konnte ein französischer Anthropologe die Spur des Baby-Skeletts wieder aufnehmen und fand es schließlich im Musée National de Préhistoire in Les Eyzies-de-Tayac-Sireuil, vergessen in einem riesigen Magazin.

## Oberer Abri
Der obere, 4 Meter hohe Abri (auch als klassische Höhle bezeichnet) liegt auf der zweiten Terrasse etwa 15 Meter über Flussniveau. Er wurde 1930 ausführlich von Denis Peyrony untersucht, der eine sehr präzise Beschreibung veröffentlichte. Seine sedimentäre Abfolge enthielt sogenanntes MTA (Moustérien de tradition acheuléenne) an der Basis, gefolgt von typischem Moustérien, sowie unterem und mittlerem Aurignacien. Der Abri war einst vollständig von Sedimenten aufgefüllt. Heute ist der obere Abri total ausgeräumt.

## Unterer Abri

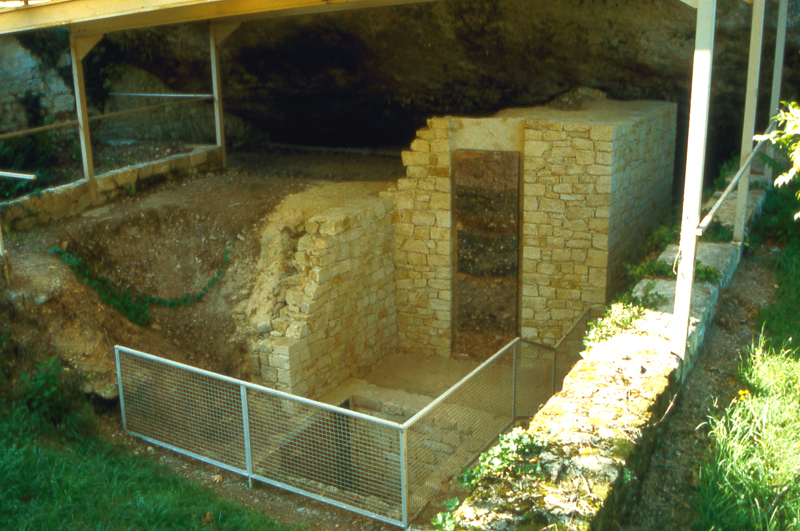
Unterer Abri von Le Moustier

Von diesem etwa 7 Meter hohen, von der Vézère ausgekolkten und ebenfalls vollkommen zusedimentierten Abri stammen die Neandertalerfunde von Hauser (1907) und von Peyrony (1910) (Jugendlicher Neandertaler – Moustier 1; Neugeborenes – Moustier 2).
Die Sedimentfolge wird in 12 Lagen (A bis L) unterteilt. Die Basislagen A bis C sind steril und bestehen aus Flusssanden, Geröllen und Tonen. Die Flusssedimente der Lage D enthalten abgerollte Silexe. Moustérien tritt zum ersten Male in Lage F auf, gefolgt von MTA in Lage G. Lagen H und I sind sandig und führen erneut abgerollte Silexe. In Lage J findet sich typisches Moustérien, in ihr wurden die beiden Neandertaler entdeckt. Das Neugeborene wurde bestattet und in die Lagen H bis J eingebettet. Lage K beherbergt Moustérien und Châtelperronien. Lage L schließlich zeigt Überreste aus dem mittleren Aurignacien.
An dieser Abfolge testeten dann François Bordes und Maurice Bourgon ihr typologisches Charakterisierungsschema.
Anlässlich einer INQUA-Tagung im Jahr 1969 überarbeiteten und präzisierten H. Laville und Jean Philippe Rigaud die von Peyrony zuvor gemachten stratigraphischen Angaben.
Zahlreiche radiometrische Datierungen mittels Thermoluminiszenz und ESR wurden an der Abfolge des unteren Abri vorgenommen. Die gewonnenen Altersangaben bewegen sich hierbei zwischen 56000 und 40000 Jahren BP. Der untere Abri war demzufolge während der Würm-Kaltzeit von Neandertalern aufgesucht worden.
Im Gegensatz zum oberen Abri wurde der untere Abri nicht vollständig ausgeräumt, ein Teil des Sedimentpakets blieb für spätere Untersuchungen erhalten.
Das Typprofil ist noch vorhanden, außerdem wird eine künstliche Nachbildung desselben ausgestellt.

## UNESCO-Welterbe
Bereits 1910 wurde auf Initiative Peyronys die Fundstelle Le Moustier vom französischen Staat erworben. Seit 1979 sind die beiden Abris zusammen mit den anderen prähistorischen Stätten und Höhlen als Weltkulturerbe, Vézère-Tal: Fundorte und Höhlenmalereien, bei der UNESCO eingetragen.
La Roque Saint-Christophe liegt etwa 400 Meter von der Höhle entfernt.